# Алиев, Али Алы оглы
Али́ Алы́ оглы́ Али́ев (азерб. Əli Alı oğlu Əliyev; 1898, Кенгерли, Елизаветпольская губерния — ?) — советский азербайджанский виноградарь, Герой Социалистического Труда (1955).

## Биография
Родился в 1898 году в селе Кенгерли Шушинского уезда Елизаветпольской губернии.
В 1930—1960 годах звеньевой и бригадир виноградарского совхоза имени Натаван Агдамского района, рабочий Мильского виноградарского совхоза Ждановского района Азербайджанской ССР.
Указом Президиума Верховного Совета СССР от 16 мая 1955 года за получение высоких урожаев винограда в 1953 году на поливных виноградниках Алиеву Али Алы оглы присвоено звание Героя Социалистического Труда с вручением ордена Ленина и золотой медали «Серп и Молот».

## Комментарии
1. ↑  Ныне в Агдамском районе Азербайджана.